# Asyndetus albifacies
Asyndetus albifacies är en tvåvingeart som beskrevs av Octave Parent 1929. Asyndetus albifacies ingår i släktet Asyndetus och familjen styltflugor.
Artens utbredningsområde är Sudan. Inga underarter finns listade i Catalogue of Life.